# Aparatología removible (ortodoncia)

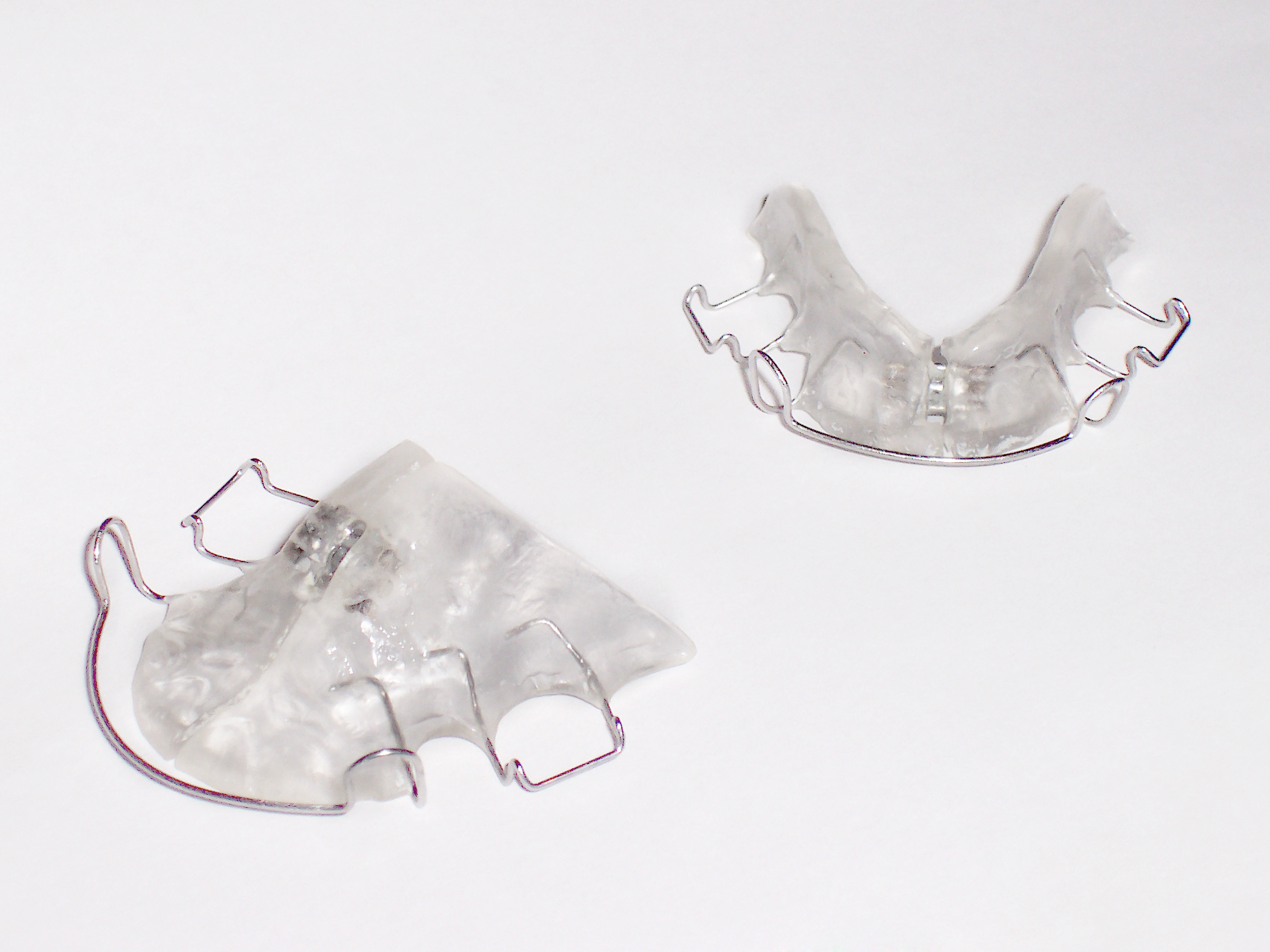
Placas activas con arcos labiales, ganchos de Adams y tornillos de expansión.

La aparatología removible es el tratamiento ortodóntico empleado en la dentición temporal y mixta utilizado para provocar cambios histológicos en los tejidos del órgano masticatorio a través de estímulos mecánicos sobre dientes y periodonto. De este modo, determinados estados patológicos diagnosticados en la dentición temporal, se corrigen con el empleo de esta aparatología.
Para llevar a cabo el tratamiento, se usan las placas removibles activas, que son elaboradas en el laboratorio de ortodoncia por el protésico.

## Placa removible activa
Se constituye como una base de resina que contacta con los dientes, el proceso alveolar y, en el caso de maxilar superior, también con el paladar. Esta placa o base, se mantiene fija a la arcada dental mediante elementos de sujeción, de tal modo que el paciente puede retirarla y colocarla él mismo, llevándolas temporalmente según las indicaciones ortodónticas. Al igual que elementos de retención, las placas tienen elementos activos que son los que le dan la funcionalidad al aparato. La actuación de la placa removible incidirá sobre un solo maxilar, aunque puede hacerse que influya sobre el maxilar antagonista, y lo hará directamente con fuerzas mecánicas sobre los dientes, el periodonto, el hueso alveolar, el hueso maxilar, y la articulación temporomandibular.

### Elementos activos de las placas
- Resorte

Apoyado y activado sobre los dientes, provocando así el desplazamiento de los mismos. Algunos ejemplos son los siguientes:
- Arco labial
- Arco vestibular
- Resorte helicoidal, cantilever o de extremo libre
- Resorte de protrusión
- Resorte en Z
- Retractores labiales
- Resorte de Coffin o en W
- Quad Helix
- Tornillo de expansión

Amplía la arcada dentaria, generalmente en sentido transversal o sagital. El tornillo colocado en el interior del acrílico, se va activando, a la vez que activa la resina, según el tratamiento a realizar.
La relación entre la expansión y el aumento en la longitud de arcada es la siguiente: 1 mm de expansión intercanina produce 1 mm de aumento en la longitud de arcada, 1 mm de expansión en la zona de bicúspides aumenta a 0,5 mm la longitud de arcada y 1 mm de expansión en la zona de los molares sólo 0.25 mm.

### Elementos de retención de las placas
Destacaremos algunos elementos retenedores:
- Gancho punta de flecha o Schwartz

Se colocan entre los premolares en la cara proximal a la altura del cuello del diente.
- Gancho de Adams

Habitualmente se coloca en los primeros molares proporcionando una retención excelente.
- Gancho punta de bola

- Gancho en forma de asa

- Gancho de Duyzings